# Amtsgericht Gadebusch

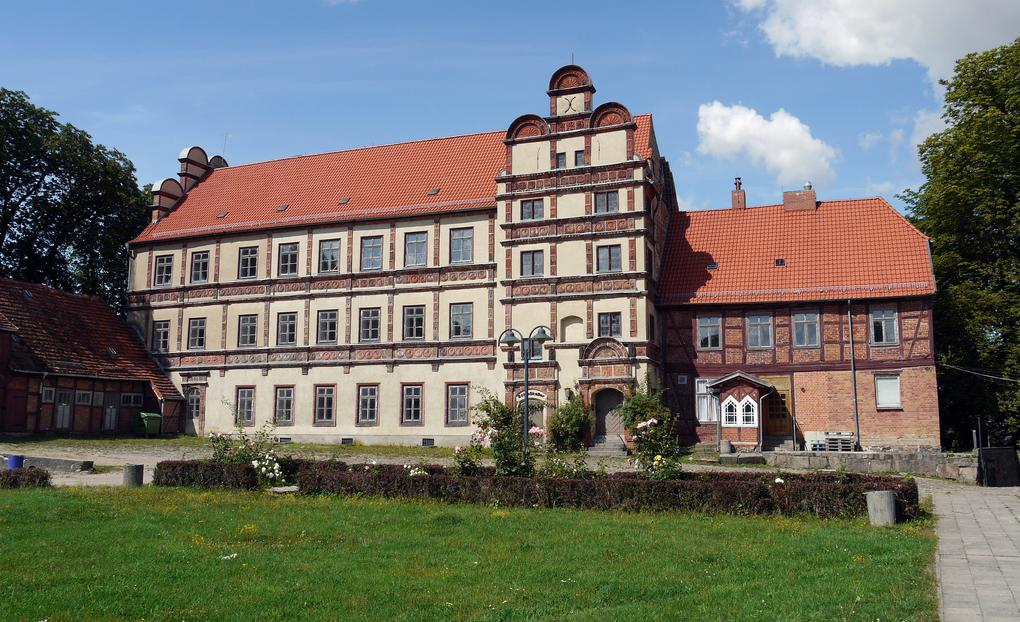
Gebäude des ehemaligen Amtsgerichts Gadebusch

Das Amtsgericht Gadebusch war ein Gericht der ordentlichen Gerichtsbarkeit des Landes Mecklenburg-Vorpommern im Bezirk des Landgerichts Schwerin.

## Gerichtssitz und -bezirk
Das Gericht hatte seinen Sitz in der Stadt Gadebusch.

## Geschichte

### Mecklenburg-Schwerin
In Gadebusch befanden sich vor 1879 das Großherzogliche Amtsgericht Gadebusch und Rehna, ein Großherzogliches Stadtgericht, das Magistratsgericht und Patrimonialgerichte als Eingangsgerichte.
Im Rahmen der Reichsjustizgesetze wurden die bestehenden Gerichte des Großherzogtums Mecklenburg-Schwerin aufgelöst und Amts-, Landes- und Oberlandesgerichte gebildet. Das Amtsgericht Gadebusch war dem Landgericht Schwerin und dem Oberlandesgericht Rostock nachgeordnet. Am Gericht bestand 1880 eine Richterstelle und es war für 10.106 Gerichtseingesessene zuständig. Das Amtsgericht war damit ein kleines Amtsgericht im Landgerichtsbezirk.
Sein Gerichtsbezirk umfasste die Stadt Gadebusch mit Bendhof und Buchholz (Anteil), aus dem Dominialamt Gadebusch Amt Bauhof, Botelsdorf, Breesen, Buchholz, Dragun mit Neu Dragun, Ganzow (Hof und Dorf), Güstow, Kneeke (Hof und Dorf), Krembz, Möllin mit Landmühle, Passow, Pätrow, Rosenow, Alt und Neu Steinbeck, Stöllnitz, Wakenstädt, Amtsgebiet zu Gadebusch, Jarmstorf, aus dem ritterschaftlichen Amt Gadebusch Bentin, Dorotheenhof, Dutzkow mit Sandfeld un Klein Thurow, Frauenmarkt mit Neu Frauenmarkt, Hindenberg, Holdorf, Käselow, Lützow mit Bleese, Meetzen mit Steinmannshagen, Pokrent mit Neuendorf und Alt-Pokrent, Roggendorf mit Marienthal, Groß Salitz mit Radegast, Alt Salitz, Schönwolde, Veelböken mit Neukrug, Vietlübbe, aus dem ritterschaftlichen Amt Grevesmühlen Wendeltorf, aus dem ritterschaftlichen Amt Schwerin Groß Brütz, Groß Eichsen mit Goddin, Mühlen Eichsen, Rosenhagen, Schönfeld mit Seefeld, Webelsfelde, Groß Welzin mit Bergfeld und Klein Welzin mit Neuhof.

### DDR und danach
In der DDR wurden die Amtsgerichte 1952 aufgelöst und einheitlich Kreisgerichte gebildet. Gadebusch kam zum Kreis Gadebusch und es entstand so das Kreisgericht Gadebusch, welches dem Bezirksgericht Schwerin nachgeordnet war. Nach dem Zusammenbruch der DDR wurden die Kreisgerichte durch das Gerichtsstrukturgesetz wieder aufgehoben und erneut Amtsgerichte gebildet. In Gadebusch entstand das Amtsgericht neu. Der Gerichtsbezirk umfasste das Gebiet des damaligen Landkreises Gadebusch.
Am 31. Dezember 1997 wurde das Gericht aufgehoben und in eine Zweigstelle des Amtsgerichts Grevesmühlen umgewandelt. Die Zweigstelle wurde am 15. September 2000 geschlossen.

## Gebäude
Das Gericht war im Schloss Gadebusch in der Amtsstraße 6 untergebracht.

## Übergeordnete Gerichte
Dem Amtsgericht Gadebusch war das Landgericht Schwerin übergeordnet. Zuständiges Oberlandesgericht war das Oberlandesgericht Rostock.